# العلاقات الصربية اللاتفية
العلاقات الصربية اللاتفية هي العلاقات الثنائية التي تجمع بين صربيا ولاتفيا.

## مقارنة بين البلدين
هذه مقارنة عامة ومرجعية للدولتين:
| وجه المقارنة                                              | صربيا                                                      | لاتفيا                                             |
| --------------------------------------------------------- | ---------------------------------------------------------- | -------------------------------------------------- |
| المساحة (كم2)                                             | 88.36 ألف                                                  | 64.59 ألف                                          |
| عدد السكان (نسمة)                                         | 7.02 مليون                                                 | 1.93 مليون                                         |
| الكثافة السكانية (ن./كم²)                                 | 79.45                                                      | 29.88                                              |
| العاصمة                                                   | بلغراد                                                     | ريغا                                               |
| اللغة الرسمية                                             | اللغة الصربية                                              | اللغة اللاتفية                                     |
| العملة                                                    | دينار صربي                                                 | يورو، لاتس لاتفي، الروبل اللاتفي ‏، الروبل اللاتفي ‏ |
| الناتج المحلي الإجمالي (بليون دولار)                      | 41.43 مليار                                                | 30.26 مليار                                        |
| الناتج المحلي الإجمالي (تعادل القوة الشرائية) بليون دولار | 100.13 مليار                                               | 49.24 مليار                                        |
| الناتج المحلي الإجمالي الاسمي للفرد دولار أمريكي          | 5.24 ألف                                                   | 14.06 ألف                                          |
| الناتج المحلي الإجمالي للفرد دولار أمريكي                 | 13.59 ألف                                                  | 23.55 ألف                                          |
| مؤشر التنمية البشرية                                      | 0.771                                                      | 0.819                                              |
| رمز المكالمات الدولي                                      | +381                                                       | +371                                               |
| رمز الإنترنت                                              | .rs، .срб ‏                                                 | .lv                                                |
| المنطقة الزمنية                                           | توقيت وسط أوروبا، ت ع م+01:00، ت ع م+02:00، أوروبا/بلغراد ‏ | ت ع م+02:00، ت ع م+03:00، أوروبا/ريغا ‏             |

## منظمات دولية مشتركة
يشترك البلدان في عضوية مجموعة من المنظمات الدولية، منها:
| علم المنظمة | اسم المنظمة                               | تاريخ انضمام صربيا | تاريخ انضمام لاتفيا |
| ----------- | ----------------------------------------- | ------------------ | ------------------- |
|             | وكالة ضمان الاستثمار متعدد الأطراف        | 19 مارس 1993       | 21 أغسطس 1998       |
|             | الأمم المتحدة                             | 1 نوفمبر 2000      | 17 سبتمبر 1991      |
|             | الفريق المعني برصد الأرض                  | ?                  | ?                   |
|             | منظمة حظر الأسلحة الكيميائية              | ?                  | ?                   |
|             | منظمة الشرطة الجنائية الدولية             | ?                  | ?                   |
|             | منظمة الأمن والتعاون في أوروبا            | 3 يونيو 2006       | 10 سبتمبر 1991      |
|             | مؤسسة التنمية الدولية                     | 25 فبراير 1993     | 11 أغسطس 1992       |
|             | يونسكو                                    | 20 ديسمبر 2000     | 9 يوليو 1951        |
|             | مجلس أوروبا                               | 3 أبريل 2003       | ?                   |
|             | الاتحاد البريدي العالمي                   | ?                  | ?                   |
|             | البنك الدولي للإنشاء والتعمير             | 25 فبراير 1993     | 11 أغسطس 1992       |
|             | المنظمة الهيدروغرافية الدولية             | ?                  | ?                   |
|             | الاتحاد الدولي للاتصالات                  | 1 يونيو 2001       | 11 ديسمبر 1921      |
|             | مؤسسة التمويل الدولية                     | 25 فبراير 1993     | 29 سبتمبر 1993      |
|             | المنظمة الأوروبية لسلامة الملاحة الجوية   | 2005               | 2011                |
|             | المركز الدولي لتسوية المنازعات الاستشارية | 8 يونيو 2007       | 7 سبتمبر 1997       |
|             | مجموعة الموردين النوويين                  | ?                  | ?                   |

## وصلات خارجية
- موقع وزارة الخارجية الصربية
- موقع وزارة الخارجية اللاتفية